# El Baix Guinardó
El Baix Guinardó é um bairro da cidade espanhola de Barcelona. Este bairro é um dos doze que formam o distrito barcelonês de Horta-Guinardó.